# Lagarosiphon major
Lagarosiphon major är en dybladsväxtart som först beskrevs av Henry Nicholas Ridley, och fick sitt nu gällande namn av Charles Edward Moss. Lagarosiphon major ingår i släktet Lagarosiphon och familjen dybladsväxter. IUCN kategoriserar arten globalt som livskraftig. Inga underarter finns listade.